# Hungersteppe
Koordinaten: 46° 2′ 0″ N, 70° 12′ 0″ O

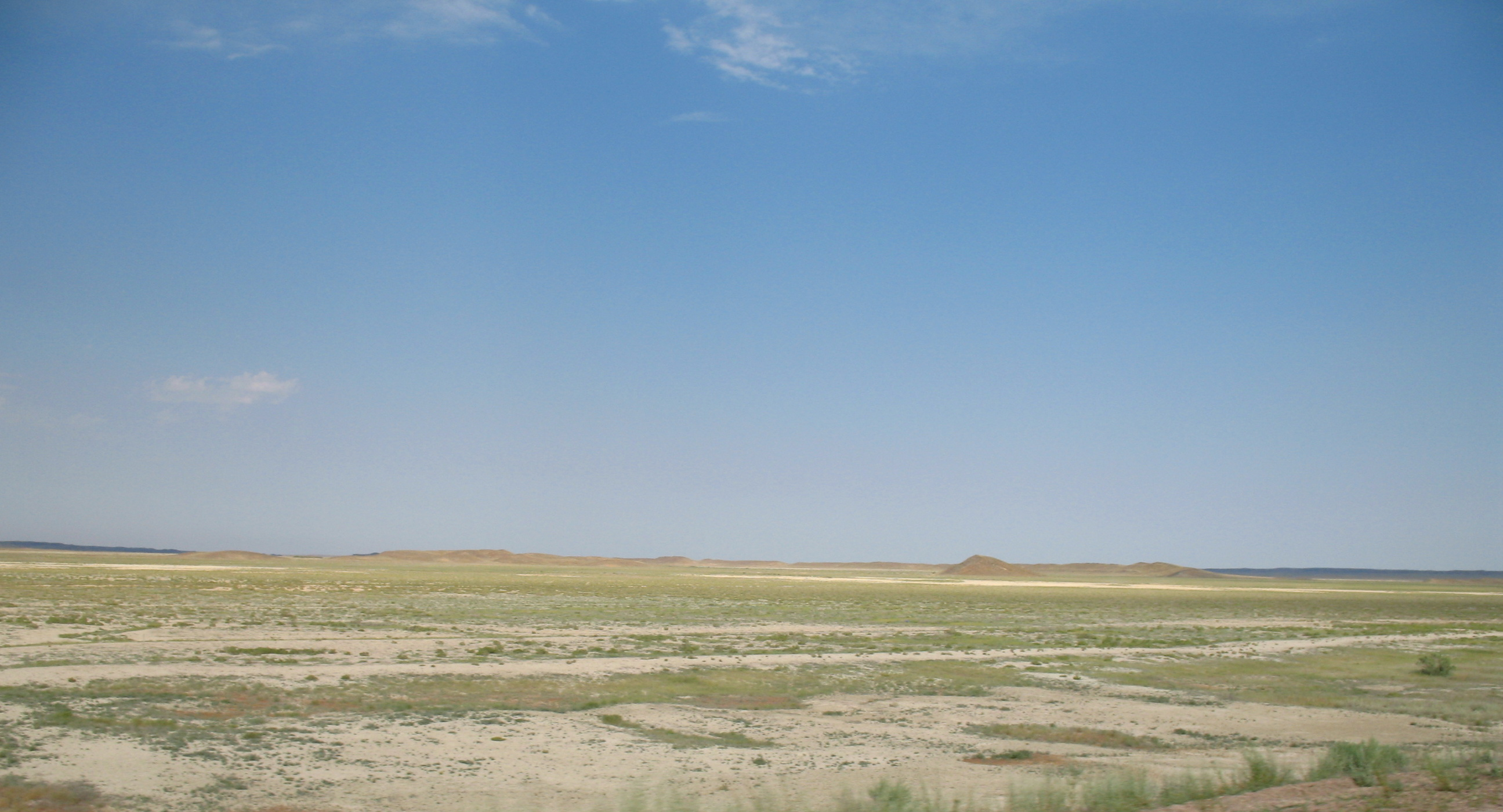
Die Hungersteppe

Die Hungersteppe (kasachisch Бетпақдала Betpaqdala für Böse Ebene, russisch auch Северная Голодная степь für nördliche Hungersteppe als Abgrenzung zur ehemaligen Hungersteppe Mirzachoʻl, russisch Голодная степь) ist eine steppenartige Halbwüste im Zentrum Kasachstans.

## Geographie
Sie wird begrenzt im Norden vom Ulutau-Gebirge und der Kasachischen Schwelle, im Osten vom Balchaschsee und im Süden vom meistens ausgetrockneten Tal des Flusses Tschüi, hinter dem sich die Wüste Mujunkum anschließt. Im Südwesten stößt sie an die Depression Asikol, hinter der der Fluss Syrdarja in Südost-Nordwest-Richtung verläuft. Im Westen geht die Hungersteppe in die Wüste Aralkarakum über.
Durch die Hungersteppe verlaufen in Nord-Süd-Richtung nur zwei Straßen, nämlich die A344 von Schesqasghan nach Qysylorda und die M36 am Ufer des Balchaschsees von Karaganda nach Almaty. Eine Eisenbahnlinie führt ebenfalls ausgehend von Karaganda zur Stadt Schu.
Im Zentrum der Hungersteppe liegt ein menschenleeres Wüstengebiet der Größe Ungarns, durch das keine Verkehrswege führen.
Im westlichen Teil der Hungersteppe liegt der Salzsee Karakojun, der der einzige See in diesem Gebiet ist.

## Fauna
In der Hungersteppe lebt der Salzkrautbilch oder Wüstenschläfer (Selevinia betpakdalaensis).
Die Hungersteppe beherbergt das größte Vorkommen der Saiga-Antilope in Zentralasien. Nachdem sich die Bestände der Saigaantilopen bis zum Jahr 2000 auf nur noch 26.000 Exemplare reduziert hatten, stiegen sie bis 2014 wieder auf rund 250.000 Individuen an. Im Mai 2015 ereilte die Population in der Hungersteppe ein rätselhaftes Massensterben, dem über 120.000 Tiere zum Opfer fielen. Die Ursachen für diese Epidemie liegen laut einem Forscherteam um Richard Kock vom Royal Veterinary College in London in einer Kombination von feuchtwarmen Wetter und dem Bakterium Pasteurella multocida. Das ergaben vergleichende Untersuchungen mehrerer Massensterben dieser Antilopenart. Das Phänomen ist jedoch bei Weitem noch nicht restlos geklärt. Insbesondere wie die beiden Faktoren Wetter und Bakterium zusammenwirken ist noch unbekannt.